# Raionul Lubnî (pre-2020), Poltava
Lubnî (în ucraineană Лубенський район, transliterat: Lubenskîi raion) este un raion în regiunea Poltava, Ucraina. Reședința sa este orașul regional Lubnî, care nu aparține raionului.

## Demografie
Componența lingvistică a raionului Lubnî
     Ucraineană (97,45%)
     Rusă (2,1%)
     Alte limbi (0,31%)
Conform recensământului din 2001, majoritatea populației raionului Lubnî era vorbitoare de ucraineană (97,45%), existând în minoritate și vorbitori de rusă (2,1%).